# Тринити-колледж (Коннектикут)

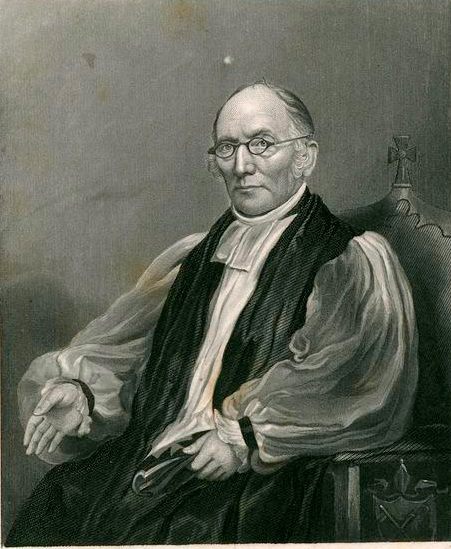
Томас Чёрч Броунелл

Тринити-колледж (англ. Trinity College) — частный колледж свободных искусств, расположенный в городе Хартфорд, штат Коннектикут, США. Основан в 1823 году как епископальная альтернатива Йельскому университету. Имеет городской кампус.
Совместный для обучения с 1969 года, в колледже обучается 2350 человек. Колледж предлагает 41 основную и 28 вторичных специализаций. Отношение количества студентов к количеству преподавателей — 9 к 1, а 68,2 % классов включает меньше 20 человек. 
В рейтинге U.S. News & World Report 2022 года занимает 46 место среди гуманитарных колледжей США.

## История

### Ранняя история
В раннем Коннектикуте преобладала Конгрегациональная церковь. Епископальной церкви, долгое время желавшей основать свой колледж, была предоставлена такая возможность, когда Конгрегациональная церковь была расформирована Конституцией Коннектикута в 1818 году.
Инициативу взял на себя Томас Чёрч Броунелл, ставший епископом Коннектикута в 1819 году. В мае 1823 года обращение Броунелла и других епископальцев с целью основания колледжа в центре Хартфорда либо в Нью-Хейвене была рассмотрено и принято Генеральной Ассамблеей Коннектикута. Поскольку Хартфорд располагал лучшими финансовыми условиями, попечители проголосовали разместить новый колледж именно там.
Сразу после принятия решения о создания колледжа появились противодействующие силы: серия анонимных статей в газетах и два памфлета решительно возражали против создания второго колледжа в Коннектикуте как опасной схемы, которая неизбежно навредит конгрециональному Йельскому университету.
Пожертвования в размере более 75 % от изначального целевого капитала колледжа ($50.000) были сделаны жителями Хартфорда.
Несмотря на опасения, 23 сентября 1824 года учебное заведение под названием Вашингтонский колледж открылось для 9 студентов. Первым президентом колледжа стал епископ Томас Чёрч Броунелл.
В колледже было запрещено навязывать кому-либо любые религиозные стандарты, однако также всем студентам было запрещено посещать любые праздничные развлечения в Хартфорде и окрестностях.
Заведение получило название Тринити-колледж в 1845 году.

### Новый кампус
В 1872 году, попечители колледжа продали здание властям Хартфорда за $600.000, которые заняли его в качестве Капитолия штата, который находится там до сих пор. На вырученные деньги был куплено 32 гектара (80 акров) земли в Роки Хилл, на каменном хребте в западной окраине Хартфорда.
Тогдашний президент колледжа Абнер Джексон решил заказать у британского архитектора Уильяма Бёрджеса, работавшего в направлении неоготики, план всего нового кампуса. Джексон верил, что у колледжа хватит денег на нынешние нужды, а с годами заведение вырастет до больших масштабов и понадобятся новые здания. Таким образом, реализация всего проекта была оставлена следующим поколениям.

Новый кампус является одним из ранних примеров применения неоготики в зданиях высших учебных заведений США.

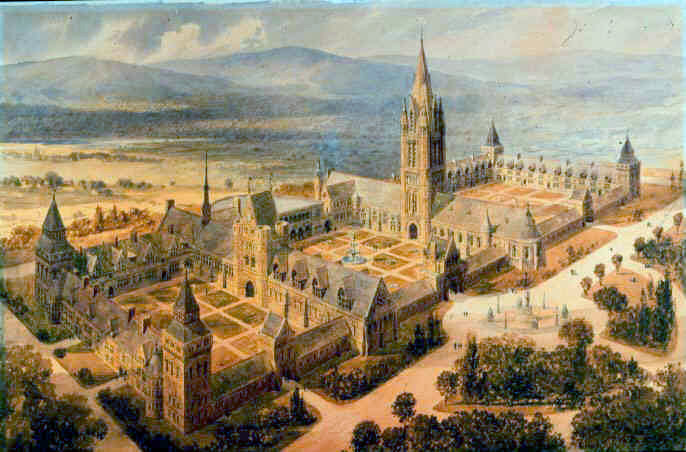
Исходный план кампуса колледжа от Уильяма Бёрджеса

В 1878 году колледж переехал в новый кампус.
В 1892—1893 годах колледж посещало 122 человека.

### XX век
Под руководством президента Рамсена Б. Огилби (1920—1943) количество построенных зданий удвоилось, целевой фонд колледжа увеличился на 250 %, количество преподавателей увеличилось с 25 до 62, а количество студентов — с 167 до 530. Также в 1932 году на территории кампуса была возведена часовня в готическом стиле.
За время руководства президента Кита Фанстона (1943—1951) количество обучающихся студентов увеличилось до 900 по причине принятия ветеранов Второй мировой войны на обучение. После этого было принято решение поддерживать такое количество студентов и в дальнейшем.
В 1953 году Альберт К. Якобс, бывший канцлер Университета Денвера, принял предложение занять президентскую должность в Тринити-колледже. В сентябре 1958 года количество студентов равнялось 999.

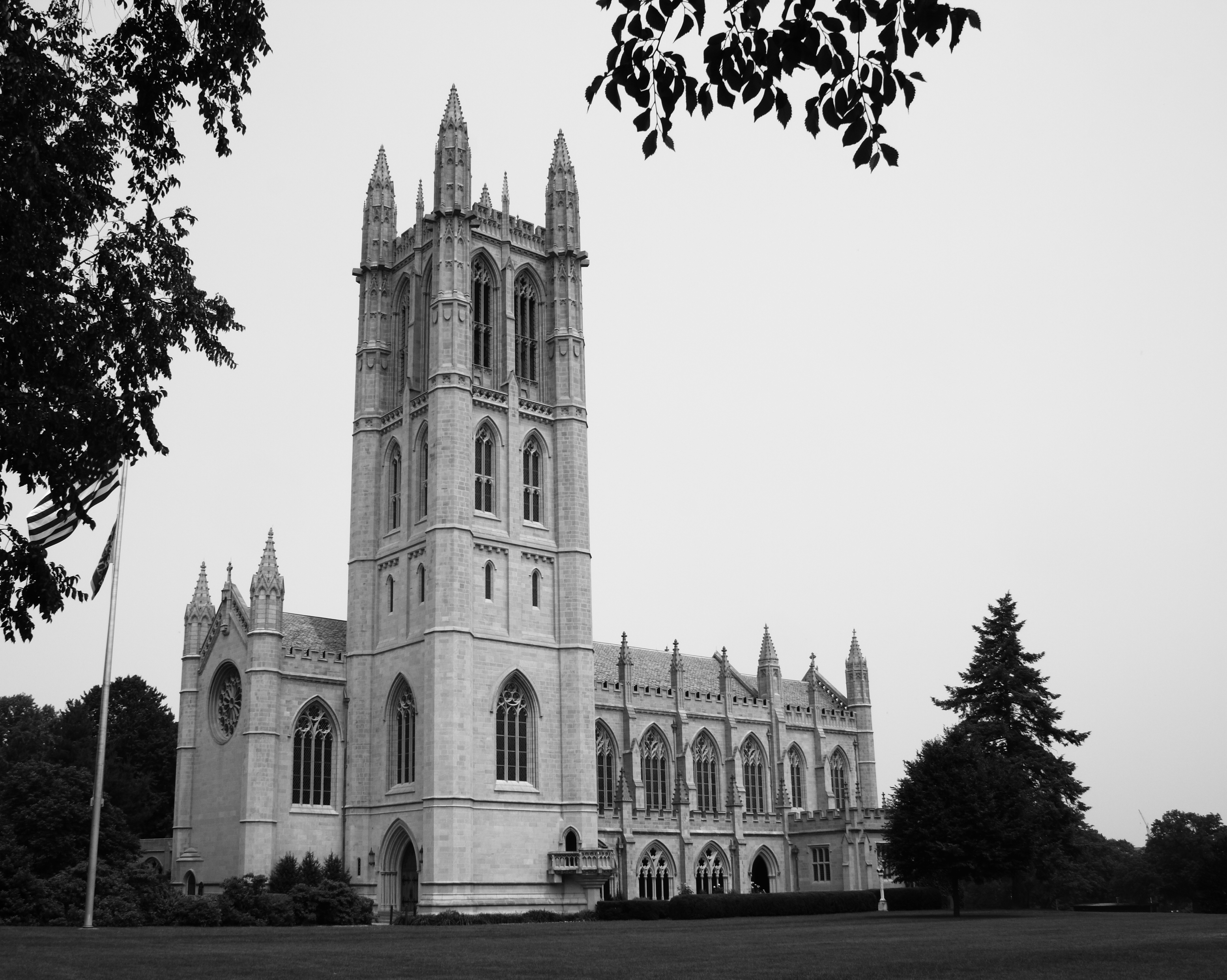
Часовня Тринити-колледжа

В 1968 году руководство колледжа сообщило о намерении, предлагая финансовую помощь, принимать существенно большее количество афроамериканцев и других студентов из числа меньшинств. Менее года спустя попечители, впервые в истории колледжа, проголосовали за начало принятия женщин в качестве студентов. В течение следующих 20 лет количество студентов колледжа увеличилось до 1800 года, а преподавательский состав — до более 200 человек.

### Настоящее время
Действующим президентом Тринити-колледжа является Джоан Бергер-Суини, ставшая двадцать вторым президентом в июле 2014 года.
В данный момент в колледже обучается 2350 человек, отношение числа студентов к числу преподавателей равняется 9 к 1, а 68,2 % классов насчитывают меньше 20 человек.

## Специализации
На сегодняшний день колледж предлагает выбор из 41 основной специализации и 28 второстепенных специализаций, а также имеется возможность составить свою собственную специализацию из предложенных курсов, количество которых превышает 900.
Самыми популярными специализациями среди студентов являются политология, экономика, английский язык и литература, психология.

## Приём студентов
В последние годы процесс приёма студентов стал более конкурентным. Возможно, это связано с увеличением числа заявлений студентов. В январе 2011 года декан по приёму студентов сообщил о 45 % подъёме количества заявок. В статье The New York Times от января 2011 года отмечается увеличение на 47 %, наибольший рост среди наиболее селективных колледжей США.
В 2017 году, Тринити-колледж зачислил 604 студента из 32 стран, получив 6085 заявок. Из числа принятых студентов 53 % были женщины, а 47 % — мужчины. 14 % зачисленных студентов составили международные студенты, 23 % — не белые студенты, а также 14 % стали студентами в первом поколении. 55 % студентов были не из Новой Англии. Общий показатель зачисления в колледже составил 33 %.

## Рейтинги
Тринити-колледж входит в ряд колледжей под общим названием «Малые Плющи», группа высоко конкурентных частных колледжей на северо-востоке США.
В 2011 году интернет-издание The Huffington Post включило Тринити-колледж в десятку колледжей в тренде (англ. «The TRENDIEST Colleges») наряду с такими заведениями как Йельский и Колумбийский университеты.
В 2018 году издание U.S. News & World Report поставило Тринити-колледж на 44 позицию в рейтинге лучших колледжей свободных искусств в США и на 33 позицию в секции «Наибольшая отдача» (англ. «Best Value Schools»). Процесс принятия студентов был назван «более избирательным», при этом в 2016 году в колледж было принято 34 % из подавшихся людей.
При этом в августе 2007 года колледж присоединился к «Анапалисской группе», организации, включающей в себя более 100 частных колледжей свободных искусств в США, участники которой отказываются от участия их университета в рейтингах различных журналов.

## Известные выпускники
- Бартелмесс, Ричард (1895—1963) — американский киноактер и продюсер.
- Боуи, Уильям (1872—1940) — американский инженер-геодезист.
- Вильсон, Эрнест Генри (1876—1930) — англо-американский ботаник.
- Винсент, Стронг (1837—1863) — американский юрист, участник Гражданской войны.
- Грейнор, Эри (р. 1983) — американская актриса.
- Карлсон, Такер (р. 1969) — американский политический обозреватель.
- Кларидис, Темис (р. 1965) — американский политик-республиканец, лидер фракции меньшинства в Палате представителей штата Коннектикут.
- Куинн, Кристин (р. 1966) — спикер городского совета г. Нью-Йорка.
- Маккормак, Мэри (р. 1969) — американская актриса.
- Олби, Эдвард (1928—2016) — американский драматург.
- Свифт, Джейн (р. 1965) — американский политик-республиканец, бывший вице-губернатор и исполняющий обязанности губернатора штата Массачусетс.
- Таттл, Ричард (р. 1941) — американский художник постминималист.
- Уорд, Хобарт (1823—1903)— американский военный, бригадный генерал времен Гражданской войны в США.